# Río Besbre
El río Besbre es un río de Francia, un afluente del río Loira por la izquierda. Nace en la vertiente oriental del Puy de Montoncel, a 1.287 m de altitud, en el punto donde convergen los departamentos de Allier, Puy-de-Dôme  y Loira. Discurre un corto tramo por el departamento de Loira y luego entra en Allier, en dirección preferentemente norte. Desemboca en el Loira, justo al sur de Saint-Aubin-sur-Loire (Saona y Loira) en la comuna de Diou (Allier), a una altitud de 212 m, tras un curso de 103 km.